# Théo Sainte-Luce
Théo Sainte-Luce (sinh ngày 20 tháng 10 năm 1998) là một cầu thủ bóng đá chuyên nghiệp người Pháp hiện tại đang thi đấu ở vị trí hậu vệ cánh trái cho câu lạc bộ Ligue 1 Montpellier.

## Sự nghiệp thi đấu
Sainte-Luce xuất thân từ lò đào tạo trẻ Chauny, anh gia nhập Nîmes ở tuổi 17. Anh ra mắt chuyên nghiệp cho Nîmes trong trận thắng 3–1 tại Ligue 1 trước Rennes vào ngày 9 tháng 4 năm 2019.
Ngày 23 tháng 5 năm 2022, Sainte-Luce chuyển tới Montpellier.

## Đời tư
Sainte-Luce sinh ra tại Pháp, gốc Guadeloupe.